# Delafield (thị trấn), Quận Waukesha, Wisconsin
Delafield là một thị trấn thuộc quận Waukesha, tiểu bang Wisconsin, Hoa Kỳ. Năm 2010, dân số của thị trấn này là 7.902 người.